# Fascite eosinofila
Per  fascite eosinofila in campo medico si intende una forma rara di infiammazione di origine sconosciuta che riguarda gli arti.

## Epidemiologia
Colpisce prevalentemente i maschi in età adulta, più raramente in età infantile.

## Sintomatologia
Fra i sintomi e i segni clinici si includono dolore, forme di mialgia e artropatia, le dita vengono risparmiate da qualunque sintomo. A volte si nota la sindrome del tunnel carpale.

## Eziologia
Anche se la causa rimane ignota si mostra sovente dopo continui esercizi fisici, può essere correlata ad alcune malattie autoimmuni come la sclerodermia.

## Esami
Oltre ad un'accurata anamnesi, utili ai fini diagnostici sono l'esame bioptico e la risonanza magnetica.

## Terapia
Si somministra prednisone (40-60 mg) dose iniziale che con il tempo viene diminuita.